# Golfplatz Schloss Schönborn
Der 1989 eröffnete Golfplatz Schloss Schönborn liegt im 104 Hektar großen Schlosspark von Schloss Schönborn bei Göllersdorf in Niederösterreich. Die Golfanlage verfügt über 27 Löcher. Der Golfplatz errang diverse internationale Preise. Friedrich Karl Schönborn-Buchheim sen. ist Ehrenpräsident des Golfclubs.

## Auszeichnungen
- 1997, 2004, 2005, 2006: Schönster Golfplatz des Jahres von den Lesern der Zeitung Golfrevue
- 2004: Schönster Golfplatz Österreichs bei World Travel Awards
- 2005: „Platz des Jahres“ sowie Heimat des Besten Nachwuchsgolfers beim Telekom Austria Golf Award
- Mitglied in der sogenannten Liste der Finest Golf Courses of the World
- 2006: „Platz des Jahres“